# لغت فرس
فرهنگ لغت فُرس (معجم لغة الفرس) هو معجم فارسي من تصنيف الأسدي الطوسي (القرن الخامس الهجري) وهو أقدم قاموس فارسي عرفته اللغة الفارسية.
صُنِّف هذا المعجم حسب الحرف الآخر من كل كلمة، ورتِّبت أبوابه حسب حروف الهجاء. لكل حرف باب، مثلا الكلمات: «كام» و«فام»، و«اندام» وضعت في باب الميم.